# Sebastian Ernst (football)
 (août 2025).
Pour les articles homonymes, voir Sebastian Ernst et Ernst.
Sebastian Ernst, né le 4 mars 1995 à Neustadt am Rübenberge, est un footballeur allemand qui évolue au poste de Milieu offensif à l'Hanovre 96.

## Biographie
Durant sa jeunesse, Ernst joue en faveur du TSV Poggenhagen, club de sa ville natale. À l'âge de onze ans, il rejoint l'école de formation du Hanovre 96.
À partir de 2013, Ernst joue pour la deuxième équipe de Hanovre 96, en Regionalliga Nord.
Ernst intègre l'équipe première de Hanovre au cours de la saison 2014-2015. Cependant, il continue à jouer dans la deuxième équipe et ne dispute pas de match en Bundesliga. Ernst dispute son seul match de compétition pour l'équipe professionnelle de Hanovre 96 le 28 octobre 2014, en Coupe d'Allemagne, contre le VfR Aalen, en remplaçant Jimmy Briand dix minutes avant la fin, match que perdra Hanovre 0-2. En mars 2015, Ernst se déchire la syndesmose de la jambe gauche, il est donc absent pour le reste de la saison.
Ernst effectue son retour au 1. FC Magdebourg après la trêve hivernale de la saison 2015-2016 de 3. Liga, avec un contrat jusqu'en juin 2017. Il fait ses débuts en compétition le 24 janvier, dans le derby de Saxe-Anhalt contre l'Hallescher FC. Il se met en évidence en marquant deux buts, donnant ainsi la victoire de Magdebourg 2 à 1. Pour la suite de la saison, il marquera seulement un autre but. Dans la première moitié de la saison 2016-2017, il joue onze fois en faveur de Magdebourg et marque un but.
Pour la seconde moitié de la saison, il quitte le club et rejoint le FC Würzburger Kickers en 2. Bundesliga, pour un transfert de 1,2 million d'euros. Il dispute son premier match sous ses nouvelles couleurs le 3 février 2017, contre le 1. FC Kaiserslautern. Après la relégation de Wurtzbourg, Ernst rejoint le SpVgg Greuther Fürth en 2. Bundesliga, où il s'impose.

## Statistiques
| Saison                | Club                    | Championnat           | Championnat | Championnat | Coupe(s) nationale(s) | Coupe(s) nationale(s) | Supercoupe | Supercoupe | Compétition(s) continentale(s) | Compétition(s) continentale(s) | Compétition(s) continentale(s) | Coupe régionale | Coupe régionale | Total | Total |
| Saison                | Club                    | Division              | M.          | B.          | M.                    | B.                    | M.         | B.         | Comp.                          | M.                             | B.                             | M.              | B.              | M.    | B.    |
| 2012-2013             | Hanovre 96 II           | RN                    | 3           | 1           | -                     | -                     | -          | -          | -                              | -                              | -                              | -               | -               | 3     | 1     |
| 2012-2013             | Hanovre 96 II           | RN                    | 3           | 1           | -                     | -                     | -          | -          | -                              | -                              | -                              | -               | -               | 3     | 1     |
| 2013-2014             | Hanovre 96 II           | RN                    | 30          | 10          | -                     | -                     | -          | -          | -                              | -                              | -                              | -               | -               | 30    | 10    |
| 2014-2015             | Hanovre 96 II           | RN                    | 21          | 7           | -                     | -                     | -          | -          | -                              | -                              | -                              | -               | -               | 21    | 7     |
| 2015-2016             | Hanovre 96 II           | RN                    | 17          | 1           | -                     | -                     | -          | -          | -                              | -                              | -                              | -               | -               | 17    | 1     |
| Sous-total            | Sous-total              | Sous-total            | 71          | 19          | 0                     | 0                     | -          | -          | -                              | -                              | -                              | -               | -               | 71    | 19    |
| 2014-2015             | Hanovre 96              | Bundesliga            | -           | -           | 1                     | 0                     | -          | -          | -                              | -                              | -                              | -               | -               | 1     | 0     |
| Sous-total            | Sous-total              | Sous-total            | 0           | 0           | 1                     | 0                     | -          | -          | -                              | -                              | -                              | -               | -               | 1     | 0     |
| 2015-2016             | FC Magdebourg           | 3. Liga               | 15          | 3           | -                     | -                     | -          | -          | -                              | -                              | -                              | 3               | 1               | 18    | 4     |
| 2016-2017             | FC Magdebourg           | 3. Liga               | 11          | 1           | -                     | -                     | -          | -          | -                              | -                              | -                              | 1               | 0               | 12    | 1     |
| Sous-total            | Sous-total              | Sous-total            | 26          | 4           | 0                     | 0                     | -          | -          | -                              | -                              | -                              | 4               | 1               | 30    | 5     |
| 2016-2017             | Würzburger Kickers      | 2.Bundesliga          | 8           | 0           | -                     | -                     | -          | -          | -                              | -                              | -                              | -               | -               | 8     | 0     |
| Sous-total            | Sous-total              | Sous-total            | 8           | 0           | 0                     | 0                     | -          | -          | -                              | -                              | -                              | 0               | 0               | 8     | 0     |
| 2017-2018             | SpVgg Greuther Fürth II | RS                    | 5           | 1           | 0                     | 0                     | -          | -          | -                              | -                              | -                              | -               | -               | 5     | 1     |
| Sous-total            | Sous-total              | Sous-total            | 5           | 1           | 0                     | 0                     | -          | -          | -                              | -                              | -                              | 0               | 0               | 5     | 1     |
| 2017-2018             | SpVgg Greuther Fürth    | 2.Bundesliga          | 21          | 2           | 1                     | 1                     | -          | -          | -                              | -                              | -                              | -               | -               | 22    | 3     |
| 2018-2019             | SpVgg Greuther Fürth    | 2.Bundesliga          | 31          | 1           | 1                     | 1                     | -          | -          | -                              | -                              | -                              | -               | -               | 32    | 2     |
| 2019-2020             | SpVgg Greuther Fürth    | 2.Bundesliga          | 26          | 3           | -                     | -                     | -          | -          | -                              | -                              | -                              | -               | -               | 26    | 3     |
| 2020-2021             | SpVgg Greuther Fürth    | 2.Bundesliga          | 33          | 7           | 3                     | 2                     | -          | -          | -                              | -                              | -                              | -               | -               | 36    | 9     |
| Sous-total            | Sous-total              | Sous-total            | 111         | 13          | 5                     | 4                     | -          | -          | -                              | -                              | -                              | -               | -               | 116   | 17    |
| 2021-2022             | Hanovre 96              | 2.Bundesliga          | 18          | 1           | 3                     | 0                     | -          | -          | -                              | -                              | -                              | -               | -               | 21    | 1     |
| 2022-2023             | Hanovre 96              | 2.Bundesliga          | 19          | 0           | -                     | -                     | -          | -          | -                              | -                              | -                              | -               | -               | 19    | 0     |
| 2023-2024             | Hanovre 96              | 2.Bundesliga          | 11          | 0           | 1                     | 0                     | -          | -          | -                              | -                              | -                              | -               | -               | 12    | 0     |
| Sous-total            | Sous-total              | Sous-total            | 48          | 1           | 4                     | 0                     | -          | -          | -                              | -                              | -                              | -               | -               | 52    | 1     |
| Total sur la carrière | Total sur la carrière   | Total sur la carrière | 269         | 38          | 10                    | 4                     | 0          | 0          | -                              | -                              | -                              | 4               | 1               | 283   | 43    |

## Palmarès
- SpVgg Greuther Fürth
  - 2. Bundesliga
    - Vice-Champion en 2021